# میکی هارت (موسیقی‌دان)
میکی هارت (انگلیسی: Mickey Hart؛ زادهٔ ۱۱ سپتامبر ۱۹۴۳) موسیقی‌دان اهل ایالات متحده آمریکا است.